# Shōko Nishimiya

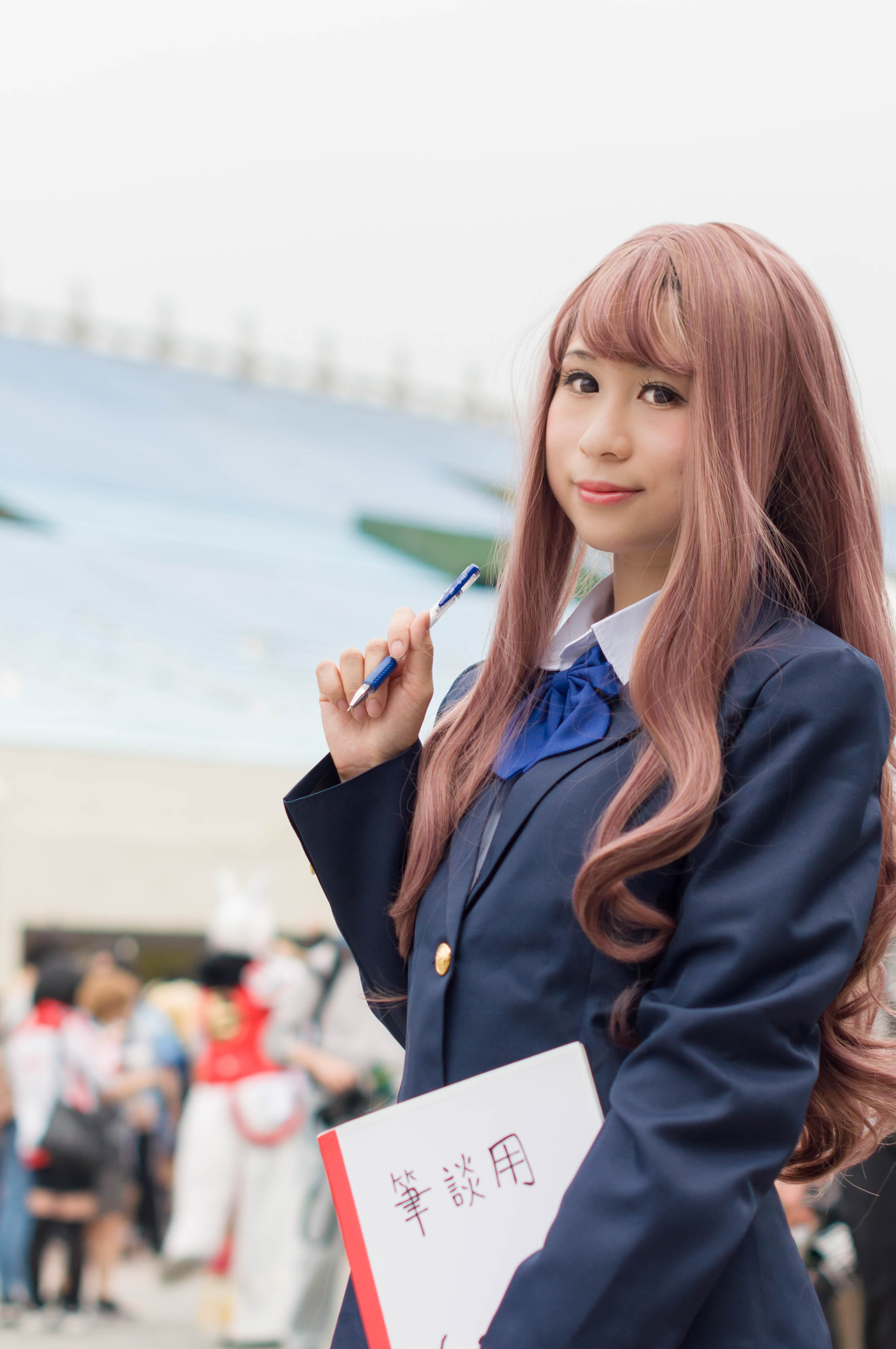
Cosplayerin als Shōko Nishimiya, Taipeh, 2017.

Shōko Nishimiya (japanisch 西宮 硝子 Nishimiya Shōko) ist der weibliche Hauptcharakter in der Mangaserie A Silent Voice von Yoshitoki Ōima aus den Jahren 2013 und 2014 sowie dessen Umsetzung als Kinofilm im Jahr 2016 durch Naoko Yamada und Kyōto Animation.
Für Informationen zu den anderen vorkommenden Charakteren siehe Figuren aus A Silent Voice.

## Fiktive Biografie
Shōko Nishimiya wurde am 7. Juni als älteste Tochter von Naeko Nishimiya und einem namenlosen Vater geboren. 1 Dieser verließ die Familie auf Druck seiner Eltern nachdem bei Shōko im Alter von drei Jahren eine Gehörlosigkeit infolge einer Infektion in der Schwangerschaft diagnostiziert wurde. Zu diesem Zeitpunkt war Shōkos Mutter zum zweiten Mal schwanger.
Shōko wechselte im Laufe der sechsten Klasse die Grundschule und kam in die gleiche Klasse wie Shōya Ishida, der kurz darauf Gefallen gefunden hat, sie zu mobben und die restliche Klasse anzustacheln. Zunächst auf Nickligkeiten beschränkt, beginnt Shōya alsbald mutwillig mehrere Hörgeräte von ihr zerstören, sodass Shōko aufgrund der zunehmenden und härteren Mobbingattacken im Laufe der Zeit dem Unterricht fernbleibt. Shōko wechselt nach einer körperlichen Auseinandersetzung mit Shōya, der nach einer Maßregelung durch Lehrer und Schulrektor seine Schulfreunde als Komplizen entlarvt und somit selbst zum Außenseiter und zum Ziel von Mobbing wurde, abermals die Schule.
Im Alter von 17 Jahren, fünf Jahre nach den Geschehnissen an der Grundschule, trifft sie erneut auf ihren damaligen Peiniger als dieser auf dem Weg zu einem Gebärdensprachkurs war. Er freundet sich mit ihr an und trifft sich regelmäßig an einer Brücke, um dort Karpfen mit Brot zu füttern. Während Shōkos jüngere Schwester Yuzuru an seinen Absichten zweifelt, ihre Mutter nach wie vor wütend auf Shōya ist und ihr zukünftige Treffen untersagt verabreden sie sich weiterhin. Mit der Zeit stoßen mehrere frühere Mitschüler aus der Zeit an der Grundschule sowie neue Bekanntschaften aus der Oberschule hinzu. Nach einem längeren Streitgespräch mit Naoko Ueno und einem heftigen Disput Shōyas mit den anderen Freunden kurze Zeit später gibt sie sich selbst die Schuld für dessen soziale Isolation. Am Abend eines großen Feuerwerks versucht sie Suizid zu begehen, wird aber vom zufällig im Apartment befindlichen Shōya in letzter Minute gerettet, wobei dieser in die Tiefe stürzt, sich schwer verletzt und ins Koma fällt.
Als dieser aus dem Koma erwacht und humpelnd aus dem Krankenhaus zur Brücke eilt, treffen sie erneut aufeinander. Sie entschuldigen sich gegenseitig bei einander und beschließen gemeinsam das Kulturfestival an Shōyas Schule zu besuchen.

### Unterschiede zwischen Film und Vorlage
Viele im Manga vorkommenden Informationen wurden im Film entweder gekürzt oder aus zeitlichen Gründen komplett ausgelassen. So erfahren die Zuschauer des Films zum Beispiel kaum etwas über Shōkos Vergangenheit. Weder ihr Vater noch der Grund für dessen Verlassen der Familie werden dort erwähnt.
Auch weicht die Handlung im Film von der der Vorlage ab. Shōko und ihre neu gewonnenen Freunde sind in dieser Handlung Teil eines Filmprojektes von Tomohiro Nagatsuka, einem Mitschüler Shōyas an der Oberschule und dessen selbsterklärter bester Freund, eingebunden. Auch wird im Film nicht gezeigt, dass Shōko ihrer Widersacherin ihre Gefühle in einem Brief offenlegt und dieser nach Shōkos gescheitertem Suizidversuch von Naoko vorgetragen wird, bevor sie auf Shōko einschlägt.
Im Manga wird zudem gezeigt, das Shōko weiß wer Shōya nach dessen Sturz vom Balkon aus dem Wasser gezogen hat, aber es ihm verschweigen muss. Während der Film mit dem Besuch des Schulkulturfestes endet, geht die Mangavorlage etwas weiter. Dort studiert Shōko nach ihrer Schulzeit an der Oberschule in Tokio und kehrt am Volljährigkeitstag – einem in Japan gesetzlichen Feiertag – nach Hause zurück und trifft dort nochmals auf ihre Schulfreunde.

## Charakter
Shōko ist zurückhaltend und hat ein geringes Selbstwertgefühl, dennoch auch bemüht Freunde zu finden. Ihre Mutter Yaeko wollte ihr einen burschikösen Haarschnitt schneiden lassen, um ihre Unsicherheit zu überspielen. Sie ist gehörlos und hat Schwierigkeiten verbal mit anderen Menschen zu kommunizieren. Oftmals wird in medialen Darstellungen eine mimische Vielfalt für den Ausdruck von Emotionen als Kompensation bei fehlender sprachlicher Kommunikation eingesetzt. In ihrem Fall kann man anhand der Mimik kaum Emotionen herauslesen. Shōko lächelt ständig um ihre Unsicherheit, ob sie das Gesagte richtig verstanden hat oder nicht, zu kaschieren. Nur in wenigen Situationen zeigt sie in ihrer Mimik Emotionen wie Trauer oder Wut, die dabei besonders stark wirken, da sie ansonsten immer als sanft und still eingeschätzt wird. Ihr Charakter wird im Film als provozierend „rigoros-passiv“ beschrieben.
Shōko wirkt immer freundlich und lächelt stets. Sie entschuldigt sie in vielen Situation bei ihren Peinigern um jeglichen Ärger aus dem Weg zu gehen, was Shōya und dessen Freunde zusätzliche Motivation gibt sie weiter zu hänseln. Shōkos Lächeln, das sie zeigt, wenn sie versucht mit ihren Mitschülern in Kontakt zu treten, wirkt oftmals aufgesetzt. Ihr bereitet es auch Jahre nach den Vorfällen an der Grundschule Schwierigkeiten mit anderen Menschen zu kommunizieren ohne sich dabei selbst als Last zu empfinden was soweit geht, dass sie sich selbst für Shōyas Einsamkeit die Schuld gibt und versucht sich umzubringen.
Ihr ist bewusst, dass sie ihren Mitmenschen zur Last fällt, und leidet innerlich unter dieser Gewissheit. Jedoch ist sie nicht in der Lage, dieses Leid ihrer Umwelt gegenüber zu zeigen.

## Analyse
- Siehe auch: Behindertenrechte in Japan und Mobbing in Japan

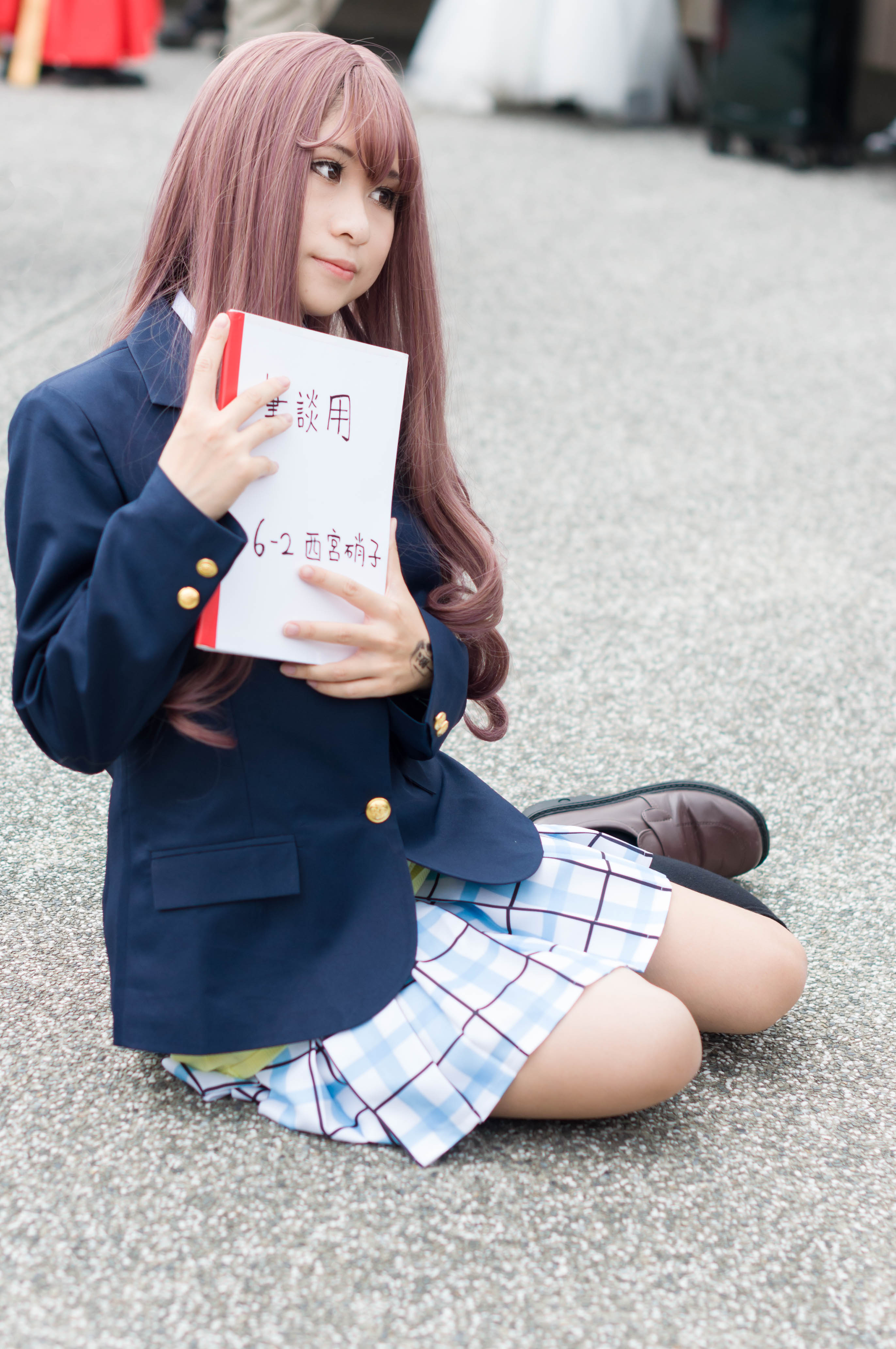
Weiteres Cosplay, 2017.

Shōko verkörpert ein recht stereotypisches Bild einer gehörlosen Figur. In den Medien werden gehörlosen Figuren je nach Geschlecht, so James Valentine in seinem Werk „Disabled Discourse: hearing accounts of deafness constructed through Japanese television and film“ aus dem Jahr 2001, spezifische Persönlichkeitsmerkmale zugeschrieben: Gehörlose Frauen werden so als schwach, schutzbedürftig, ohne die Hilfe ihrer hörenden Mitmenschen alleine nicht zurechtkommt aber gleichzeitig auch als sanftmütig und selbstlos dargestellt. Im Bezug darauf zeigt sich dieses subjektive Bild einer Gehörlosen auch bei Shōko; Ihre Angewiesenheit auf andere Menschen, die sie über Unklarheiten aufklären und Geduld mit ihr haben, wenn sie längere Zeit für diverse Handlungen benötigt als ihre Mitschüler. Shōkos sanftmütige Seite wird zum Beispiel in der Szene gezeigt, in der sie beleidigende Sprüche vom Tisch ihres Mitschülers Shōya wegwischt.
Ziel bei derartig konzipierten Charaktere ist es, laut Valentine, Mitleid und Beschützerinstinkte beim Leser zu entwickeln. Obwohl diese Punkte auch auf Shōko zutreffen und auch als „schwache“ Person wahrgenommen wird, fallen die Reaktionen der anderen Figuren in A Silent Voice unterschiedlich aus: Shōya sieht sie als mysteriöses Alien; Ihre alte Mitschülerin Naoko wirft ihr vor die Schutzbedürftigkeit nur vorzuspielen um die Aufmerksamkeit von Shōya zu erlangen und ihre Mutter Yaeko ist sehr streng zu ihr, damit sie eine Stärke entwickelt und lernt sich zu wehren während ihre jüngere Schwester Yuzuru eine starke Verantwortung entwickelt, ihre Schwester zu beschützen. Ihren zerbrechlichen Charakter kann aus der Schreibweise ihres Namens herausinterpretieren, da die Zeichen für Shōko (硝子) den Zeichen für Glas (Lesung: garasu) entsprechen.
Sie wird als Spiegel für Naoka Uenos – einem weiteren Charakter aus A Silent Voice – damaliger Mittäterschaft und aktiver Grausamkeit beschrieben, der sie in Shōkos Anwesenheit nicht in der Lage ist, zu entkommen.

## Rezeption
Obwohl man kritisieren könnte, das Shōkos Figur stark dem medialen Stereotypen einer Gehörlosen entspricht und deswegen als Charakter unkreativ und flach erscheint, liegt der Reiz des Mangas nicht auf der charakterlichen Attraktivität, sondern auf die eigentliche Handlung, die den Umgang mit gehörlosen Menschen und die Problematik von Schikane gegenüber dieser Bevölkerungsgruppe realistisch darstellt. Durch den Zuspruch des Gehörlosenbundes in Japan steigt, trotz der stereotypischen Figurendarstellung die Glaubwürdigkeit der Darstellung von Gehörlosigkeit in der Mangaserie.
Im Gegensatz zu vielen anderen Serien und Filmen, in denen eine Beeinträchtigung genutzt wird um den Helden der Geschichte stärker zu machen und meistens dadurch gegen die Widersacher besteht, während dies in A Silent Voice nicht der Fall ist, da die Beeinträchtigung nicht als Problem proklamiert wird. Die gehörlose Shōko bleibt im ganzen Film über ein gewöhnliches Mädchen. Shōko wird einerseits als liebenswerter und als hervorstechender Charakter im Film beschrieben. Andererseits wirkt sie durch ihren „rigoros-passiven“ Charakter provozierend. Shōkos japanische Synchronsprecherin Saori Hayami erhielt für ihre Arbeit viel Lob. Auch die deutsche Synchronsprecherin Jill Schulz erhielt von der Gebärdendolmetscherin Sabine Conradi positives Feedback, da sie die Figur von Shōko sehr realistisch herübergebracht habe. Im Englischen wird Shōko von der gehörlosen Synchronsprecherin Lexi Cowden synchronisiert.
Bei den Anime UK Reader’s Choice Awards gewann Shōko Nishimiya in der Kategorie Beste neue Figur (weiblich) und bei den Anime Trending Awards in der Kategorie Mädchen des Jahres.
Durch Modding ist es möglich in Minecraft als Shōko zu spielen.